# La Nueva Unidad
La Nueva Unidad är en ort i Mexiko.   Den ligger i kommunen Ezequiel Montes och delstaten Querétaro Arteaga, i den centrala delen av landet, 160 km nordväst om huvudstaden Mexico City. La Nueva Unidad ligger 2 023 meter över havet och antalet invånare är 734.
Terrängen runt La Nueva Unidad är platt västerut, men österut är den kuperad. Runt La Nueva Unidad är det ganska tätbefolkat, med 129 invånare per kvadratkilometer. Närmaste större samhälle är Ezequiel Montes, 4,1 km väster om La Nueva Unidad. Omgivningarna runt La Nueva Unidad är en mosaik av jordbruksmark och naturlig växtlighet.